# Piper canovillosum
Piper canovillosum är en pepparväxtart som beskrevs av J.A. Steyermark. Piper canovillosum ingår i släktet Piper och familjen pepparväxter. Inga underarter finns listade i Catalogue of Life.